# Saint-Ciers-de-Canesse
Saint-Ciers-de-Canesse è un comune francese di 803 abitanti situato nel dipartimento della Gironda nella regione della Nuova Aquitania.

## Società

### Evoluzione demografica
Abitanti censiti